# Enn Kunila
Enn Kunila (Tallinn, 19 marzo 1950) è un imprenditore e collezionista d'arte estone.
Kunila è membro del Consiglio d'amministrazione e comproprietario di NG Investeeringud, che è una delle maggiori holding a capitale privato in Estonia. Il gruppo NG Investeeringud occupa oltre 4100 persone ed opera nel commercio, nell'industria e nel settore immobiliare.
Enn Kunila è stato insignito nel 2006 dell'Ordine della Stella Bianca di quarta classe dal Presidente della Repubblica di Estonia come riconoscimento del suo contributo all’'imprenditoria estone.
Dal 2007 Enn Kunila è presidente del consiglio direttivo dell'Associazione dell'Industria Alimentare Estone e membro dell'organo direttivo di diverse organizzazioni di imprese pubbliche. 
Come collezionista e promotore d'arte, Enn Kunila è stato un importante sostenitore della vita artistica estone. Come riconoscimento per le sue attività, L'Associazione del Museo Estone ha conferito a Enn Kunila il titolo di "Amico dei Musei dell'Estonia" nel 2009, e nel 2010 è stato premiato dall'U.S. Baltic Fondation Philantrophy Award of Baltic States. Nel 2012 il ministro della cultura estone lo ha insignito del titolo "Amico della Cultura 2011".
Enn Kunila è Presidente del Consiglio di gestione dell'Art Museum of Estonia Friends of Art Society sin dalla fondazione, nel 2007. È anche il fondatore del Consiglio degli Sponsor dell'Arte, che è stato un importante sponsor dell'Art Museum of Estonia Friends of Art Society.